# Texas Tornados
Texas Tornados is een Amerikaanse tex-mex (ook wel Tejano) band, opgericht in 1989. Het is een zogenaamde Tejano-supergroep, samengesteld uit enkele van de grootste artiesten van countrymuziek die de tex-mexstijl hebben gemoderniseerd, onder wie Flaco Jiménez, Augie Meyers, Doug Sahm en Freddy Fender. De muziek is een samensmelting van conjunto met rock, country en verschillende Mexicaanse muziekstijlen.

## Discografie

### Albums
Tussen haakjes totaal aantal weken in de lijst
| Titel                                                  | Jaar | Charts           | Charts          | VS Billboard Charts | VS Billboard Charts | Opmerkingen                                  |
| Titel                                                  | Jaar | NL Album Top 100 | VL Ultratop 200 | Billboard 200       | Top Country Albums  | Opmerkingen                                  |
| ------------------------------------------------------ | ---- | ---------------- | --------------- | ------------------- | ------------------- | -------------------------------------------- |
| Texas Tornados                                         | 1990 | -                | -               | 154 (10wk)          | 25                  | Spaanse versie Los Texas Tornados            |
| Zone of Our Own                                        | 1991 | -                | -               | -                   | 50 (3wk)            | -                                            |
| Hangin' on by a Thread                                 | 1992 | -                | -               | -                   | -                   | -                                            |
| Best of The Texas Tornados                             | 1994 | -                | -               | -                   | -                   | Verzamelalbum                                |
| 4 Aces                                                 | 1996 | -                | -               | -                   | -                   | -                                            |
| Live from the Limo, Vol. 1                             | 1999 | -                | -               | -                   | -                   | Livealbum                                    |
| Live from Austin, TX - Austin City Limits              | 2005 | -                | -               | -                   | -                   | Livealbum                                    |
| Está Bueno!                                            | 2010 | -                | -               | -                   | -                   | -                                            |
| A Little Bit is Better Than Nada: Prime Cuts 1990-1996 | 2015 | -                | -               | -                   | -                   | Verzamelalbum                                |
| Adios Mexico - The Reprise Years                       | 2019 | -                | -               | -                   | -                   | Een verzameling van de eerste 4 studioalbums |

### Ep's
- A Little Bit is Better Than Nada (The Nada Mixes) (1997)

### Singles
- Who Were You Thinkin' Of / Soy De San Luis (1990)
- A Man Can Cry / (Hey Baby) Qué Paso (1990)
- Adios Mexico / Rosa De Amor (1991)
- Is Anybody Goin' to San Antone / La Macura (1991)
- Guacamole / Hangin' on by a Thread (1992)
- A Little Bit is Better Than Nada / Amor De Mi Vida / Haley's Comet (1996)
- The Cibola Mixes (1996)
- Chicano (2010)